# Kouandata
Kouandata est l'un des neuf arrondissements de la commune de Natitingou dans le département de l'Atacora au Bénin.

## Géographie
L'arrondissement de Kouandata est situé au nord-ouest du Bénin et compte 5 villages que sont Kouandata, Kouatidabirgou, Kounadorgou, Koutie et Tiyinti.

## Démographie
Selon le recensement de la population de 2013 conduit par l'Institut national de la statistique et de l'analyse économique (INSAE), Kouandata compte 4915 habitants  .